# Таксаційні характеристики насадження
Таксаційні характеристики насадження є найважливішими ознаками лісу і бувають такими:

## Походження
Походження насаджень — це спосіб їх виникнення; може бути природним або штучним. Як природні, так і штучні насадження бувають насіневого та вегетативного походження. Насіневі насадження виникають з насіння. Вегетативний процес розмноження включає порослеве, паросткове, відводкове поновлення лісу, а також кореневищами.

## Форма
Форма насадження — це сукупність ярусів деревостану, що характеризують його будову. За формою розрізняють прості та складні деревостани. Типовим прикладом простого одноярусного насадження є деревостан, який складається з одного елементу лісу.  У простих деревостанів крони дерев утворюють один зімкнутий намет. Висота окремих дерев в таких насадженнях може варіювати в межах 10-15% середньої висоти яруса, утворюючи горизонтальний намет. Якщо ж крони дерев за висотою утворюють окремі яруси, що легко виділяються візуально, то перед нами складне за формою насадження, що утворює вертикальний (ступеневий) намет. Прикладом простих за формою насаджень є одновікові чисті соснові насадження на піщаному ґрунті. На більш родючих ґрунтах можна зустріти прості за формою, але змішані за складом насадження. Складними за формою можуть бути чисті насадження, коли яруси однієї породи відносяться до різних класів віку. Також складні насадження утворюються при сумісному зростанні світлолюбних та тіневитривалих порід. У верхній ярус в такому випадку виходять світлолюбні породи, а тіневитривалі складають нижні яруси. Типовими багатоярусними насадженнями є дубово-грабове.
Ярус, запас якого становить найбільшу частку запасу всього насадження, називають основним, інші яруси - другорядними.

## Склад
Склад насадження — це частка участі деревних порід, які є в лісовому насадженні, вона визначається за запасом кожної породи. За складом насадження бувають чисті та змішані.
Склад насадження визначають для кожного ярусу деревостану за співвідношенням запасів порід, що складають деревостан, і записують у вигляді формули, в якій великими літерами вказують породу і цілими числами коефіцієнт участі породи в загальному запасі деревостану. Сума всіх числових коефіцієнтів повинна бути рівною 10. Наприклад, формула 6С4Б характеризує змішаний деревостан, в запасі якого 60% сосни і 40% берези. Якщо в цьому ж деревостані осика складатиме від 2 до 5%, то формула матиме вигляд 6С4Б+Ос (використовується «+»), якщо осика матиме менше 2%, то формула матиме вигляд 6С4БодОс (використовується «од»).

## Бонітет
Бонітет насаджень — це показник їх продуктивності залежно від родючості ґрунту або умов місцезростання. Відмінності в умовах місцезростання, а значить, і в бонітетах лісу характеризуються п'ятьма основними класами бонітету, що позначаються римськими цифрами. Найкращі умови місцезростання, відповідно — найпродуктивніший ліс — відповідає I-му класу бонітету; найгірші умови, де зростають низькопродуктивні насадження — V-му класу. Для визначення класу бонітету необхідно знати висоту, вік і походження насадження.
Розподіл 100-річних соснових деревостанів насіневого походження за класами бонітету виглядає таким чином (за Орловим М. М.):
| Класи бонітету     | Ia    | I     | II    | III   | IV    | V     | Va   |
| Висота дерев (в м) | 35—31 | 30—27 | 26—24 | 23—20 | 19—16 | 15—13 | 12—9 |

## Вік
За віком насадження бувають: одновікові, багатовікові. 
Одновіковий деревостан — це такий, у якому різниця віку окремих дерев не перевищує один клас віку.
(У повільно ростучих дерев — клас віку становить — 20 років, у швидкоростучих — 10)

## Повнота
Повнота деревостану — це показник щільності стояння стовбурів на одиниці площі. Є однією з таксаційних характеристик деревостану. Є абсолютна і відносна повнота.
Абсолютна — виражається у м² через суму площ поперечних перетинів стовбурів даного насадження на одиницю площі га. Відносна — в одиниці та її частках як співвідношення суми площ поперечних перетинів стовбурів даного насадження до суми площ поперечних перетинів нормального насадження.
За відносною повнотою насадження поділяють:
| Насадження за відносною повнотою | Показник відносної повноти |
| Високоповнотні                   | 0,8 — 1                    |
| Середньоповнотні                 | 0,7 — 0,5                  |
| Низькоповнотні                   | 0,4 — 0,3                  |
| Рідколісся                       | 0,2 — 0,1                  |
| Поодинокі дерева                 | до 0,1                     |

## Густота
Густота — це кількість дерев на одиницю площі.

## Тип лісу
Тип лісу — ділянка
лісу, що  схожа як за трофністью та
вологістю, так і за комплексом кліматичних умов, однаковим складом деревних
порід та інших видів рослинності. Визначається візуально
шляхом порівняння фактичної характеристики насадження з прийнятою для регіону
типологічною класифікацією, з урахуванням зв'язку типів лісу з класом бонітету.

## Продуктивність
Продуктивність (або запас насадження) — це кубомаса (об'єм) сироростучого лісу на одиницю площі. Є однією з таксаційних характеристик деревостану.